# 야후 지도

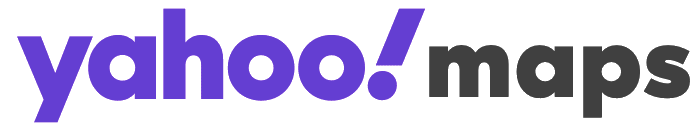

야후 지도(Yahoo! Maps)는 야후!에서 제공하는 무료 온라인 지도 포털이었다. 더 웨더 채널에서 제공하는 지역 날씨 정보, 지도 인쇄, 옐프에서 제공하는 지역 리뷰 등의 기능을 제공했다. 2015년 6월 30일에 서비스가 종료되었다. 2019년에는 히어 위고(Here WeGo)를 통해 미국에서 https://search.yahoo.com/ 에서 야후 지도에 접속할 수 있었다. 하지만 현재는 더 이상 이용할 수 없다.

## 지도 데이터
이후 야후 지도에서 사용된 도로망 및 기타 벡터 데이터는 히어(HERE)에서 가져온 것이며, 여러 공개 데이터 소스를 포함하고 있다. 현재 미국, 캐나다, 푸에르토리코, 버진 제도, 그리고 대부분의 유럽 국가의 상세한 도로망 데이터를 이용할 수 있다. 나머지 지역의 국경, 도시, 수역은 지도에 표시된다.
저해상도 위성 이미지는 전 세계적으로 이용 가능하다. 미국 본토 대부분과 일부 도시에서는 1~2미터 해상도의 위성 이미지를 이용할 수 있다.